# Sylvanès
 Sylvanès  (en occitano Silvanés) es una población y comuna francesa, situada en la región de Mediodía-Pirineos, departamento de Aveyron, en el distrito de Millau y cantón de Decazeville. En su municipio se encuentra la Abadía de Sylvanès.

## Demografía
| 159 | 144 | 109 | 117 | 108 | 117 |
| Para los censos de 1962 a 1999 la población legal corresponde a la población sin duplicidades (Fuente: INSEE [Consultar]) |     |     |     |     |     |